# Ophiophagie

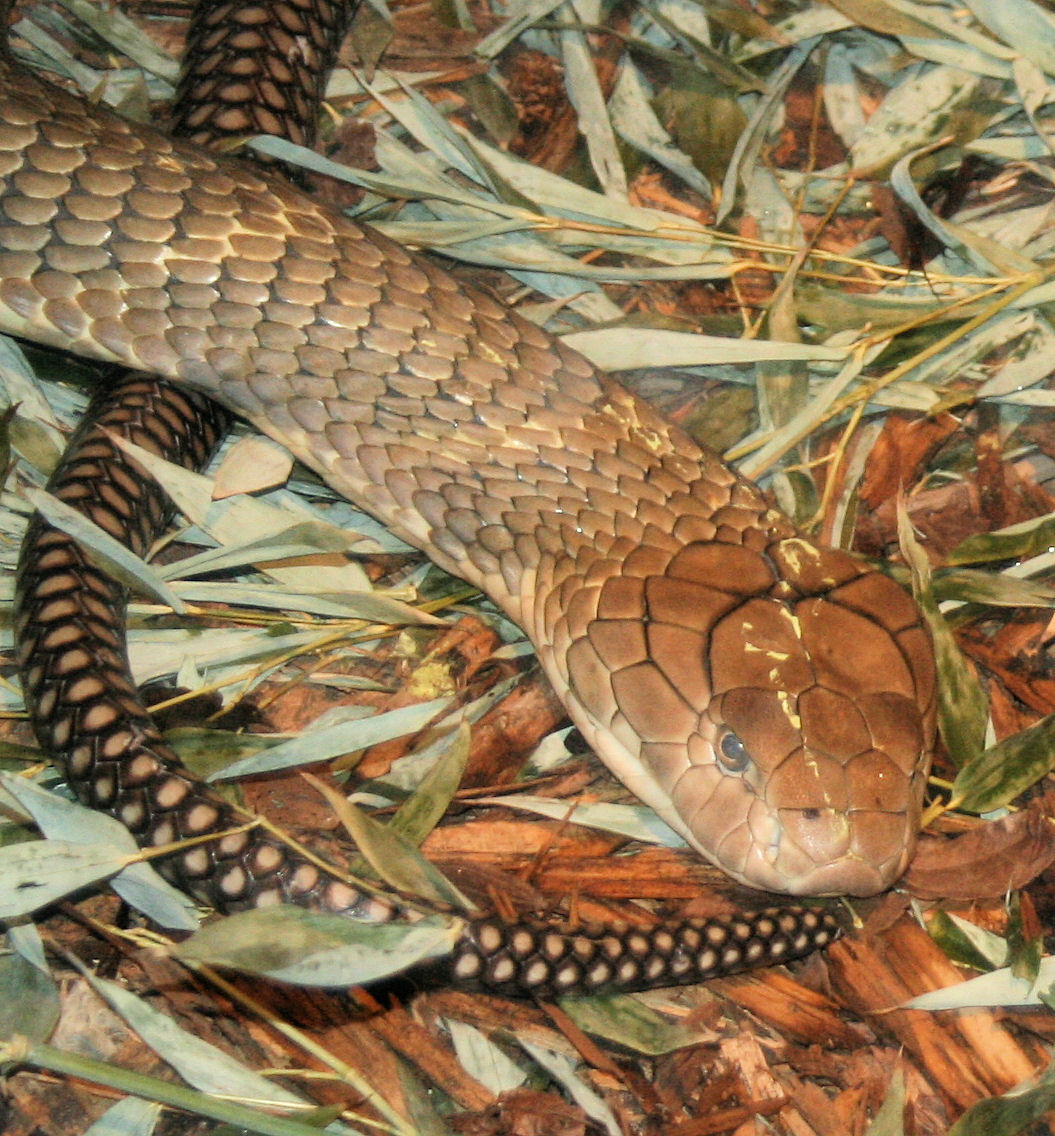
Le cobra royal est une espèce presque exclusivement ophiophage : son nom de genre est d'ailleurs Ophiophagus

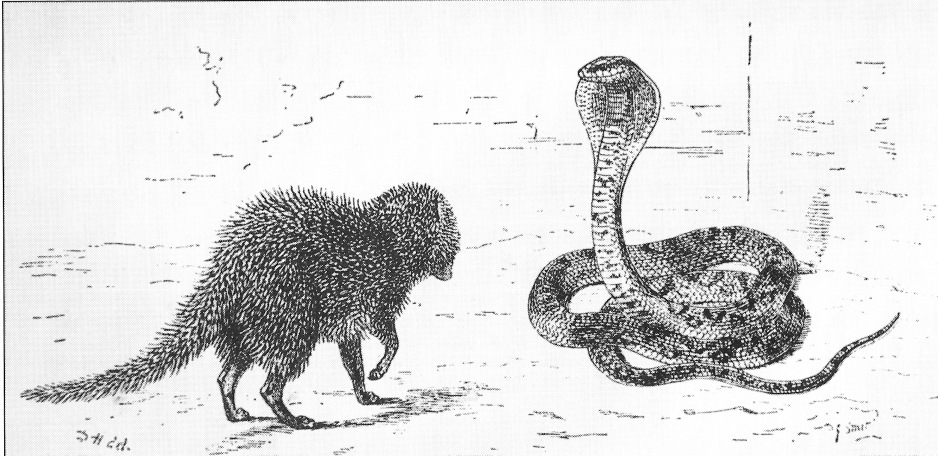
En Inde, le cobra peut à son tour être la proie d'un mammifère occasionnellement ophiophage, la mangouste (Général Douglas Hamilton, 1892)

L'ophiophagie est le fait de capturer et consommer des serpents pour se nourrir. Le terme vient du grec ancien ophis (οφίς) qui veut dire serpent et de phagein (φάγειν) qui signifie manger.
On peut trouver tous les degrés de dépendance vis-à-vis de cette source de nourriture, de la consommation accidentelle ou occasionnelle (très nombreuses espèces), jusqu'à une ophiophagie étroitement spécialisée (cobra royal, plusieurs couleuvres, rapaces du groupe des circaètes).
La capture de serpents venimeux nécessite des adaptations particulières de la part des espèces ophiophages.

## Espèces ophiophages

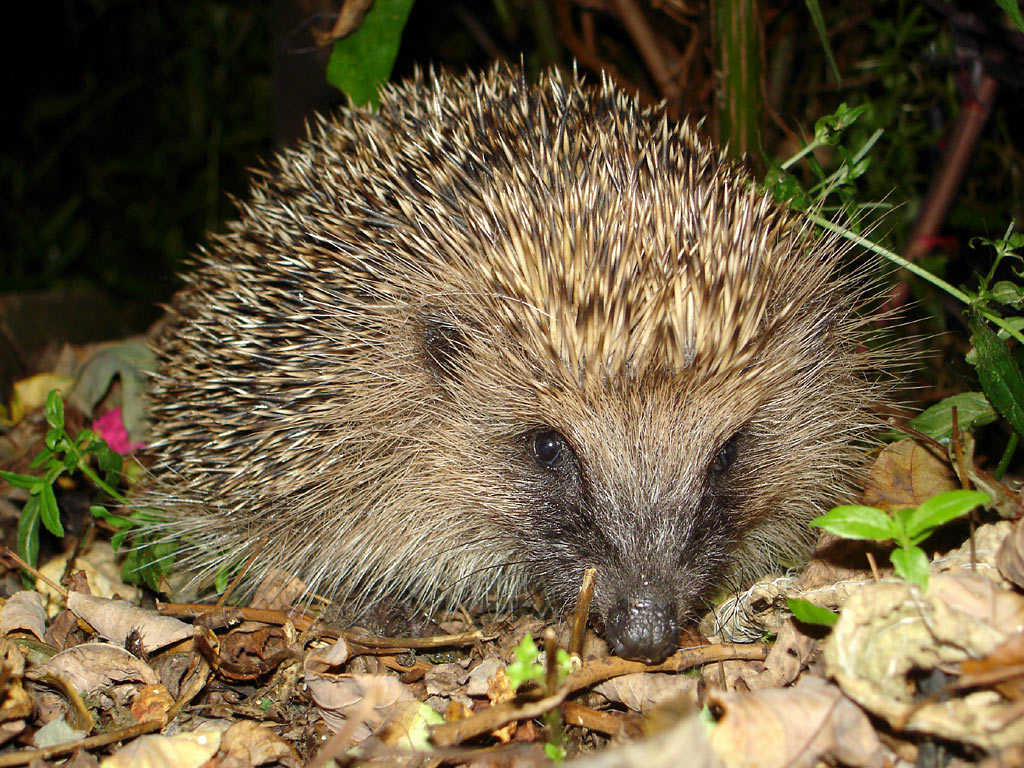
Hérisson

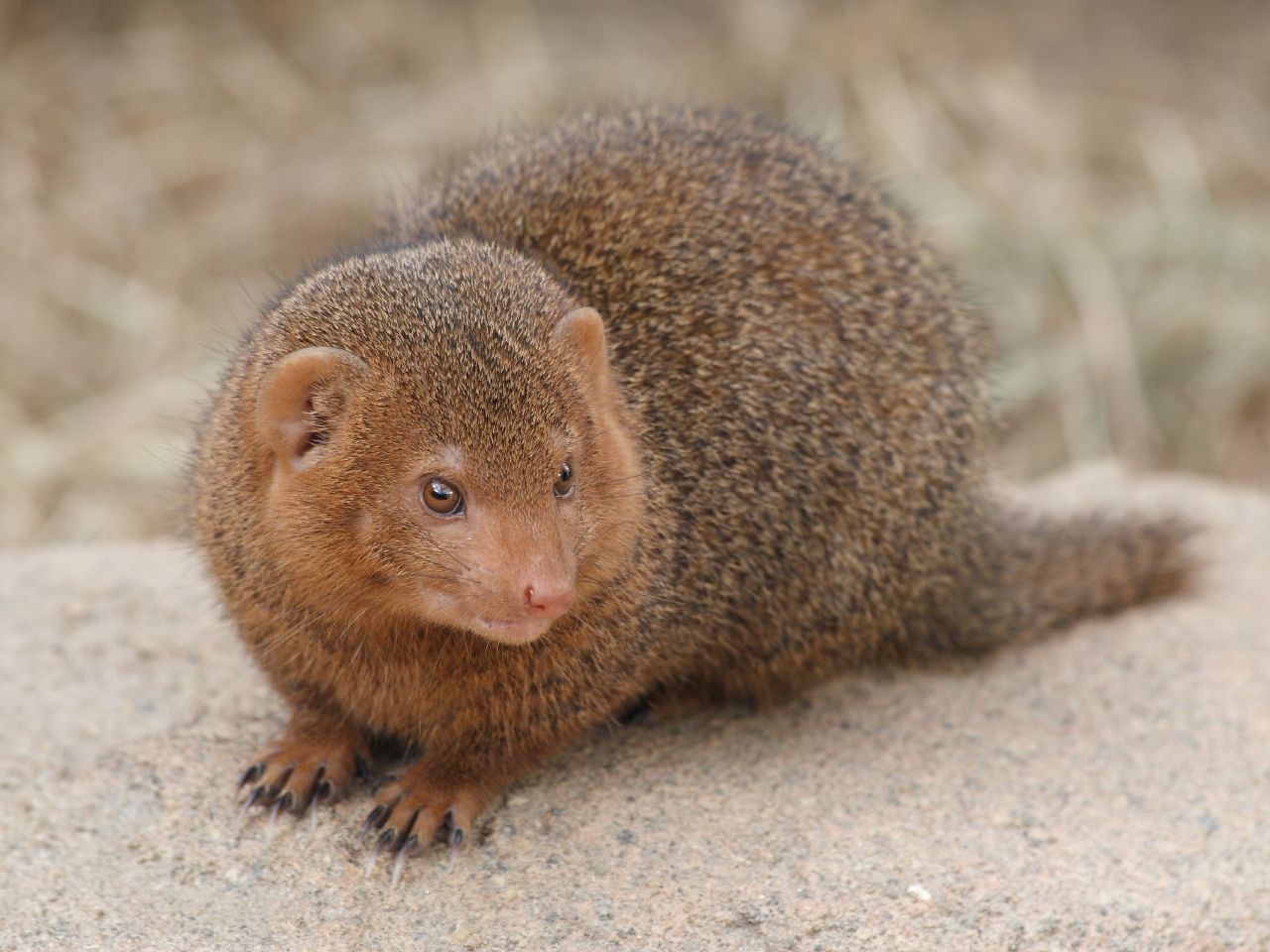
Mangouste naine

On trouve des prédateurs de serpents dans de nombreux groupes de vertébrés terrestres : crocodiliens, tortues, grands lézards carnivores, serpents, oiseaux, mammifères. Les serpents aquatiques sont également susceptibles d'être capturés et ingérés par des oiseaux, des requins, des poissons et des crabes.
Dans le cas des espèces chez lesquelles l'ophiophagie n'est qu'occasionnelle, voire accidentelle, il n'est pas toujours possible de déterminer si les serpents consommés ont été capturés vivants ou s'ils ont été trouvés morts, notamment sur les routes : il s'agit alors de nécrophagie et non d'ophiophagie au sens propre.

### Mammifères
En dépit de l'imagerie populaire qui voit en certains d'entre eux — les mangoustes par exemple — de redoutables prédateurs de serpents, aucun mammifère ne semble appartenir à la catégorie des ophiophages spécialisés : les serpents ne sont guère plus que des proies accessoires dans le régime alimentaire de diverses espèces. Le simple chat domestique ne dédaigne pas de croquer un serpent à l'occasion. Quelques familles sont toutefois régulièrement citées comme comportant des espèces consommatrices de serpents : les Didelphidae (opossums), les Erinaceidae (hérissons), les Mustelidae (blaireaux), les Mephitidae (moufettes) et les Herpestidae (mangoustes).

### Oiseaux
Une synthèse parue en 1932 recense un peu moins d'une centaine d'espèces d'oiseaux consommateurs de serpents. Il ne s'agit là que d'un ordre de grandeur puisque, d'un côté, la liste mentionne divers ophiophages très occasionnels (oiseaux de mer, canards, pies-grièches, etc.) sans exclure d'éventuels cas de nécrophagie, mais que, d'un autre côté et de l'aveu même de J.E. Guthrie, son auteur, elle n'est pas exhaustive. De fait, depuis cette date, la littérature scientifique a régulièrement signalé de nouveaux cas d'ophiophagie chez les oiseaux.

#### Rapaces
Si de nombreux oiseaux se nourrissent à l'occasion de serpents, les espèces réellement spécialisées sont rares : elles appartiennent toutes au groupe des rapaces diurnes. C'est le groupe qui représentait déjà le plus gros contingent d'espèces, une trentaine, dans la liste de Guthrie.
La sous-famille des Circaetinae — d'ailleurs couramment nommés snake eagles ou serpent eagles, « aigles de serpents », en anglais — comporte essentiellement des espèces spécialistes. Il s'agit des circaètes, des serpentaires et du bateleur des savanes, une quinzaine d'espèces qui presque toutes sont prédatrices d'ophidiens, et qui pour la plupart consomment prioritairement cette catégorie de proies. Dans certaines régions par exemple, les serpents peuvent représenter plus de 95 % du régime alimentaire du circaète Jean-le Blanc, que ce soit en poids ou en nombre de proies.

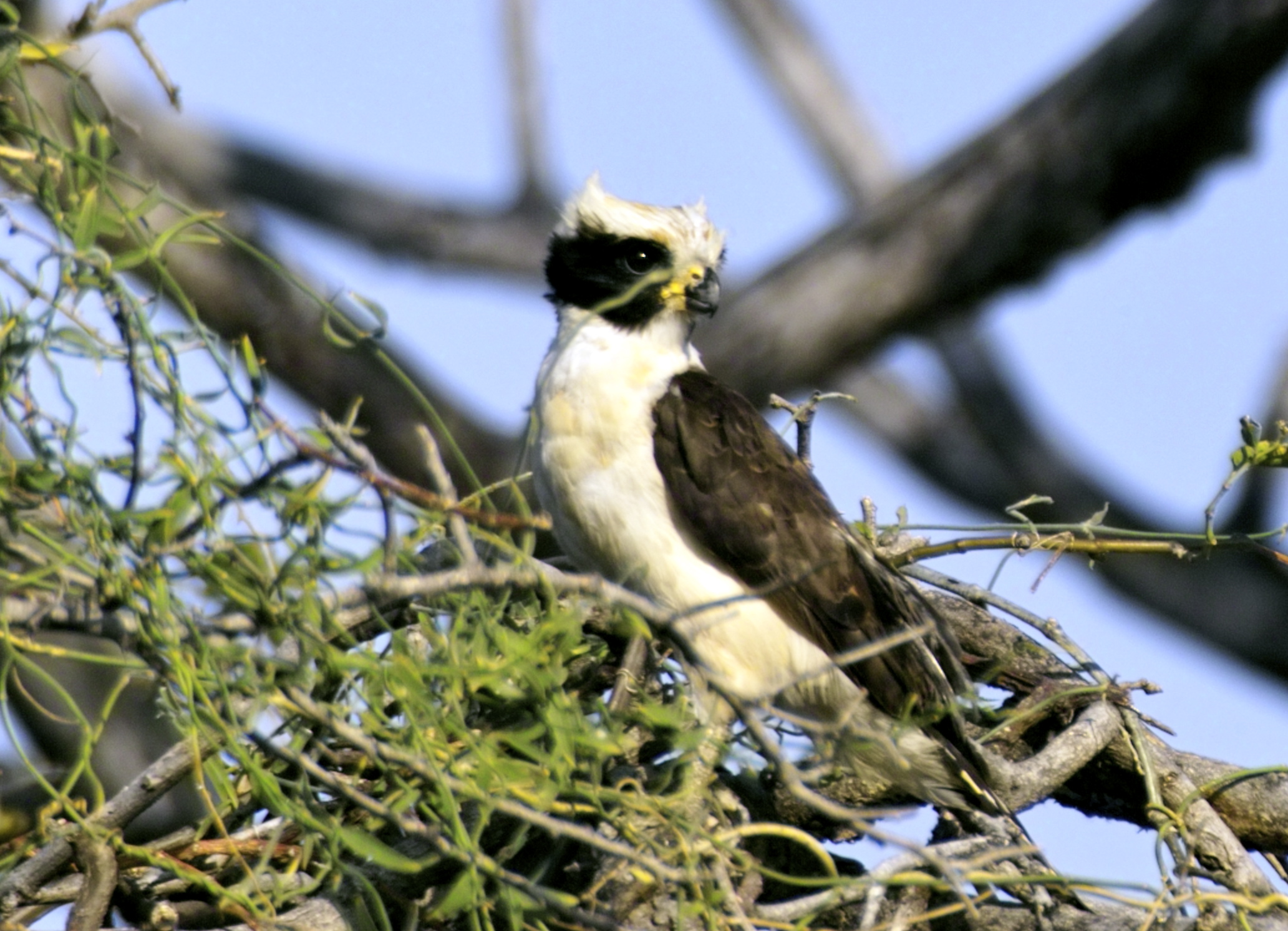
Macagua rieur

Parmi les autres rapaces, il faut mentionner un faucon, le macagua rieur (Herpetotheres cachinnans), l'une des rares espèces nettement spécialisées hors du groupe des circaètes, et jouissant de longue date d'une grande réputation de destructeur de serpents dangereux en Amérique du Sud. Sans être aussi spécialistes, la plupart des buses capturent régulièrement des serpents, venimeux ou non. Localement, en particulier les années de pullulation des campagnols, la buse variable peut exercer une forte pression de prédation sur les vipères. Les serpents marins eux-mêmes peuvent être victimes de certains aigles pêcheurs : le pygargue blagre est considéré comme un prédateur régulier d'Hydrophiidae australiens.
Paradoxalement, le plus populaire des rapaces prédateurs de serpents ne peut être considéré comme spécialisé : le Messager sagittaire est certes capable de capturer des serpents, y compris venimeux, pour s'en nourrir, mais il est avant tout un prédateur d'arthropodes (insectes, araignées, scorpions) et de petits mammifères.

### Reptiles
Diverses espèces de reptiles consomment d'autres reptiles, lézards ou serpents, de façon occasionnelle ou régulière, voire exclusive.

#### Lézards
De nombreux grands lézards carnivores (varans, hélodermes) sont susceptibles de consommer des serpents. Ce type de proies figure au menu d'une quinzaine de varans au moins,. Ces lézards sont principalement consommateurs d'insectes et d'invertébrés ; lorsqu'ils capturent des vertébrés, il s'agit le plus souvent d'autres lézards, les serpents ne constituant généralement que des proies occasionnelles. Deux varans sont toutefois considérés comme des ophiophages réguliers, sinon spécialisés : le varan du Pacifique (Varanus indicus) et surtout Varanus griseus. Certains, comme V. griseus, le varan de Komodo ou le varan de Spencer (V. spenceri) peuvent s'attaquer à des serpents venimeux.

#### Serpents
De très nombreuses espèces de serpents sont capables d'attaquer et d'ingérer d'autres serpents, en particulier de jeunes individus d'autres espèces, voire de leur propre espèce (cannibalisme). Mais c'est aussi dans ce groupe que l'on trouve les régimes ophiophages les plus spécialisés.
C'est le cas des serpents du genre Lampropeltis (famille des Colubridés) qui consomment régulièrement d'autres petits serpents, bien qu'ils se nourrissent également de petits mammifères.
Le Cobra royal est quant à lui un ophiophage strict, même s'il peut se nourrir d'autres proies si la nourriture manque.
Certaines espèces ont développé une immunité totale ou partielle aux venins d'autres serpents, leur permettant de s'attaquer à des espèces venimeuses (cas de nombreux Lampropeltis par exemple).

### Requins
Certains grands requins appartenant aux familles des Carcharhinidae et des Lamnidae sont occasionnellement ophiophages.
Localement, et notamment en Nouvelle-Calédonie et en Australie, les serpents marins (Hydrophiidae) peuvent constituer une part importante du régime alimentaire du requin tigre. Ces proies sont dominantes (50 %) dans l'alimentation des jeunes requins (longueur inférieure à 1,65 m), mais ne représentent plus que 5 % du régime des plus grands individus (plus de 2,60 m). Le requin tigre est considéré comme un important prédateur de serpents marins dans ces régions du Pacifique.

## Adaptations
Les serpentaires ne sont pas immunisés contre le venin, cependant leur plumage peut constituer une protection. Les mangoustes parviennent à leur fin grâce à la rapidité de leur réflexe.

## L'ophiophagie et l'homme

### Alimentation humaine
L'attitude des sociétés humaines vis-à-vis de la consommation de serpents est contrastée : leur chair est tantôt appréciée comme un mets délicat, tantôt fait l'objet d'interdits alimentaires de nature religieuse ou hygiénique.

#### Alimentation
L'ophiophagie humaine est attestée dans la plupart des régions du monde, et les serpents ont pu constituer une source de subsistance régulière, voire importante, dans les contrées où ces animaux sont abondants et où certaines sociétés dépendent fortement de la vie sauvage pour leur alimentation : Asie du Sud-Est, Philippines, Australie, Afrique, Amérique centrale, Amérique du Sud,.

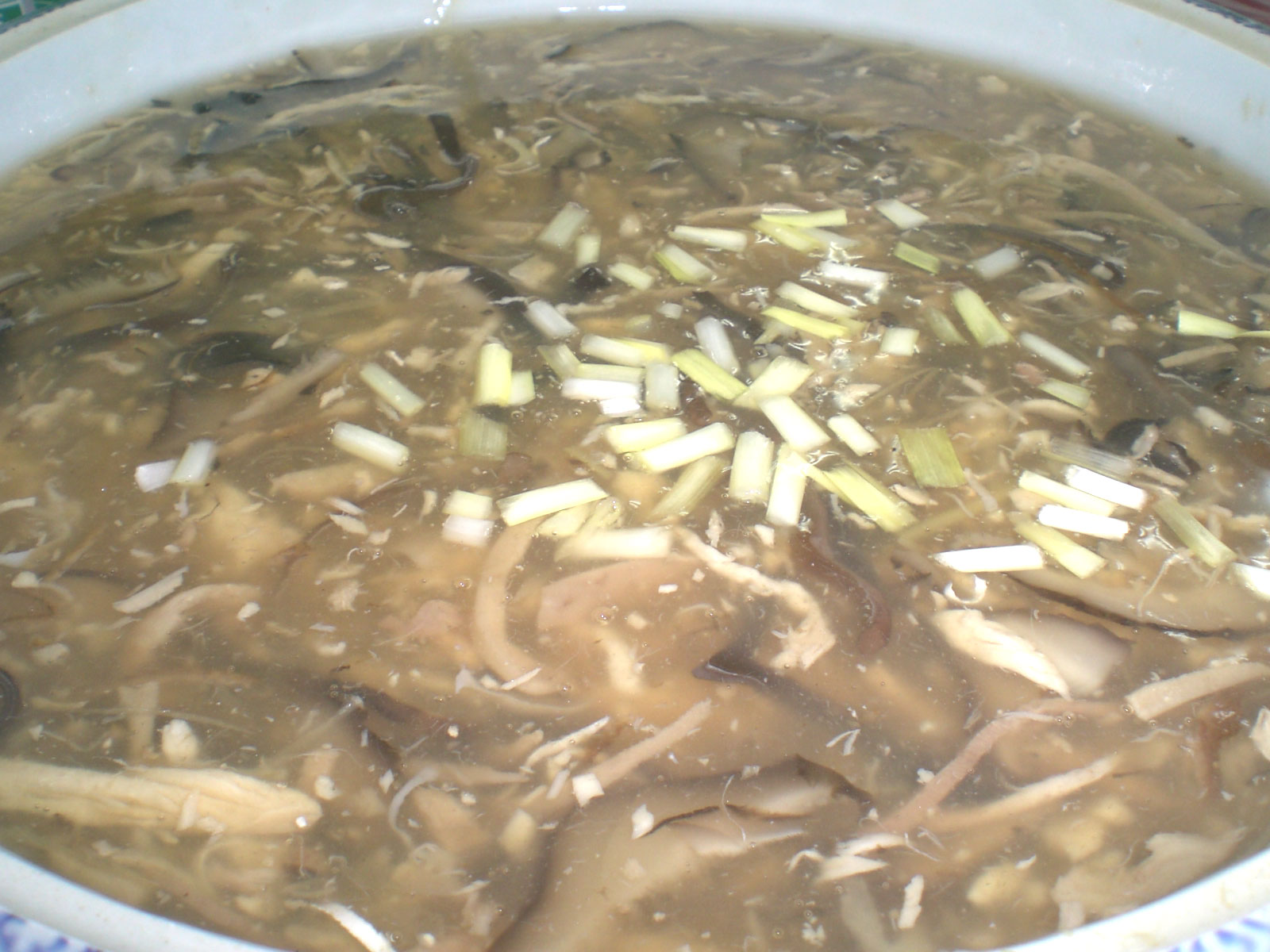
Soupe de serpent (Hong Kong)

##### Asie
C'est en Asie que cette tradition est le plus ancrée, s'écartant nettement d'une économie de subsistance et représentant même une activité économique non négligeable, tout particulièrement en Chine,. Dans le Huainanzi rédigé au IIe siècle av. J.-C., on peut lire que la chair de serpent était déjà particulièrement appréciée des Cantonais voici plus de 2000 ans. On estime aujourd'hui que la quantité de serpents commercialisés en Chine est comprise annuellement entre 7 000 et 9 000 tonnes. Près de 1 000 000 de serpents étaient capturés annuellement pour divers usages dans le nord-est de la Chine à la fin des années 1990, et les marchés de la seule ville de Canton commercialisaient chaque année 1 400 tonnes de ces animaux à la même époque.
En outre, la demande de serpents est en forte augmentation en Chine. Alors que cette habitude était surtout restreinte à la région de Canton avant 1981, la consommation de serpents s'est étendue depuis lors à de nombreuses autres provinces, jusqu'à Ürümqi à l'ouest et Harbin au nord. Dans la seule province d'Anhui, elle est passée d'une quinzaine de tonnes en 1997 à près de 92 tonnes en 2000. Ce contexte de croissance de la demande a provoqué une inversion de la balance commerciale concernant cette marchandise : nettement exportatrice jusqu'au début des années 1990, la Chine est désormais importatrice nette de serpents. Les importations proviennent pour l'essentiel des pays voisins de l'Asie du sud-est (Cambodge, Laos, Vietnam, Birmanie) et probablement d'autres pays de la région. Lors d'une étude menée entre 1993 et 1996, de 2 à 30 tonnes d'animaux sauvages transitaient quotidiennement de manière illégale à travers la frontière sino-vietnamienne, à destination des marchés et restaurants des villes frontalières de la région autonome du Guangxi ; arrivant en seconde position par ordre d'importance, les serpents représentaient 13,2 % de ce total, c'est-à-dire entre 300 kg et près de 4 tonnes par jour.
La plupart de ces chiffres concernent en fait l'ensemble des utilisations des serpents en Chine, c'est-à-dire, outre l'alimentation, essentiellement les peaux, l'industrie cosmétique et la médecine : plus de 700 produits dérivés de serpents ont en effet été recensés sur les marchés chinois. L'utilisation médicale et cosmétique ou le prélèvement de la peau n'excluent toutefois pas la consommation de la chair. La présence quasi systématique de plats à base de serpents dans la restauration témoigne de la popularité de cette habitude. Une enquête récemment conduite à l'initiative d'un institut de recherche et de développement australien indique que 76 % des Chinois interrogés ont déjà mangé de la viande de serpent (contre 40 % en Thaïlande et 23 % en Australie), et qu'ils aiment cette nourriture, mais que sa consommation est limitée par le prix.
En 2003, la crise du SRAS a toutefois changé la situation. Les serpents ayant un temps été suspectés d'être des vecteurs de cette maladie, l'administration chinoise a temporairement suspendu l'importation, l'exportation et le commerce intérieur des animaux sauvages ; en juin 2003, cette suspension a été remplacée par une notification de l'administration forestière et de onze autres autorités gouvernementales réglementant la chasse des animaux sauvages à des fins commerciales et interdisant la vente d'animaux sauvages dans les restaurants. En novembre 2007, de nombreux restaurateurs ayant remis la viande de serpent à leur menu depuis 2003, la ville de Canton a dû rappeler l'interdiction de cette pratique, sous peine d'amende et de confiscation des produits concernés.
Dans les autres pays de l'Asie du sud-est, la consommation de serpents est régulière, que ce soit dans le cadre des économies de subsistance, des usages domestiques ou de la restauration. Divers cas d'exploitation massive des ophidiens ont été documentés. Au Cambodge, le Tonlé Sap, le plus grand lac de l'Asie du sud-est, fournit environ 75 % de la production nationale de poissons d'eau douce. Le déclin de la production des pêcheries et l'augmentation associée du prix du poisson au cours des années 1990 a favorisé le développement de l'exploitation et de la commercialisation des couleuvres aquatiques dont le lac héberge des populations considérables. Au cœur de la saison humide (mai à octobre), les captures destinées à l'alimentation locale et à l'exportation peuvent atteindre 8 500 serpents par jour. Les serpents de mer sont par ailleurs intensément exploités pour l'alimentation et la peau aux Philippines et au Japon,.

##### États-Unis
Tous les ans a lieu aux États-Unis, un rassemblement pour lequel des milliers de crotales sont capturés, puis frits. Les organisateurs de cette manifestation arguent que les crotales sont dangereux et que ces prélèvements ne font que contrôler les populations. Or sept espèces ont été mises en danger d’extinction dans ce pays depuis les années 2000 [réf. nécessaire].
En Floride, la chasseresse de pythons Donna Kalil cuisine ceux qui sont comestibles. Elle utilise parfois leurs œufs pour préparer des cookies.

##### Autres régions
En France, diverses espèces de couleuvres, dont la couleuvre à collier, ont autrefois été consommées sous le nom d'« anguilles de haies ».